# Mike Dash
Pour les articles homonymes, voir Dash.
Mike Dash, né à Londres en 1963 est un écrivain, historien et chercheur gallois. Il est surtout connu pour ses livres et ses articles traitant d'épisodes historiques spectaculaires et pourtant peu connus.

## Biographie
Dash est né à Londres. Il étudie à Peterhouse, un collège de l'Université de Cambridge particulièrement renommé pour ses cours d'histoire,, et obtient ensuite un doctorat au King's College de Londres.
Dash est l'auteur d'une série de livres retraçant des incidents ayant marqué l'histoire de la Compagnie néerlandaise des Indes orientales, des Pays-Bas, de l'Inde britannique et du New York de l'ère progressiste. Chaque livre se concentre sur un évènement ou une série d'évènements en particulier, parmi lesquels on retrouve le naufrage du Batavia, la tulipomanie du nord des Provinces-Unies entre 1634 et 1637 ou les premières années de la Mafia américaine. Plus récemment, il a fait parler de lui en tenant un blog historique hebdomadaire, Past Imperfect, qu'il écrit pour la Smithsonian Institution.
En tant qu'historien, Dash est apprécié pour la grande qualité de ses recherches, dont le journal académique The Age of Sail dit qu'elles « atteignent un niveau rarement vu dans des livres destinés au grand public ». Le Globe and Mail de Toronto a encensé son œuvre comme étant « intime et remplie de détails qui donnent l'impression d'y être », avant d'ajouter que « Dash est une perle rare : un perfectionniste dans ses recherches et un écrivain qui bâtit son histoire à la perfection, avec un stylo aussi aiguisé qu'un stylet ». Si le New York Times loue son « élégance cinématographique éhontée, étayée par des recherches méticuleuses », le Publishers Weekly écrit à propos du livre sur le Batavia que même si Dash atteint un « nouveau niveau de précision grotesque, [son] drame nautique ne prend jamais vraiment vie ».
Le blog Past Imperfect a également recueilli des compliments pour avoir fait découvrir des épisodes historiques rarement mentionnés dans les manuels scolaires à une nouvelle génération de lecteurs. Le New Yorker a qualifié le blog de « lecture la plus extraordinaire de la semaine », tandis que le Christian Science Monitor ajoute : « Montrez-le à n'importe quel gamin qui se plaint du fait que l'histoire est rasoir, et la discussion s'arrêtera là. Et une nouvelle discussion pourra commencer ».
Le livre le plus récent de Dash, The First Family, raconte l'histoire de Giuseppe Morello et de l'implantation de la Mafia aux États-Unis.

## Œuvres
- The Limit: Engineering at the Boundaries of Science. BBC, 1995.  (ISBN 0-563-37117-X)
- Borderlands: The Ultimate Exploration of the Unknown. Dell, 1997.  (ISBN 0-440-23656-8)
- Tulipomania: The Story of the World's Most Coveted Flower & the Extraordinary Passions It Aroused. Crown, 2000.  (ISBN 0-609-60439-2) Publié en français sous le titre La Tulipomania. L'histoire d'une fleur qui valait plus cher qu'un Rembrandt, traduit par Arthur G. H. Ynchboat, Paris, JC Lattès, 2000, 317, pages  (ISBN 978-2-7096-2049-9)
- Batavia's Graveyard: The True Story of the Mad Heretic Who Led History's Bloodiest Mutiny. Weidenfeld & Nicolson, 2002.  (ISBN 0-575-07024-2) Publié en français sous le titre L'Archipel des hérétiques. La terrifiante histoire des naufragés du Batavia , traduit par Stéphane Carn, Paris, JC Lattès, 2002, 478 pages,  (ISBN 978-2-7096-2355-1) ; réédition, Paris, LGF, coll. « Le Livre de poche » no 30085, 2004, 637 pages  (ISBN 2-253-07290-7) ; réédition, Paris, Phébus, coll. « Libretto » no 565, 2017, 410 pages  (ISBN 978-2-36914-363-5)
- Thug: The True Story of India's Murderous Cult. Granta Books, 2005.  (ISBN 1-86207-604-9)
- Satan's Circus: Murder, Vice, Police Corruption, and New York's Trial of the Century. Crown Publishing, 2007.  (ISBN 978-0-307-39522-1)
- The First Family: Terror, Extortion and the Birth of the American Mafia. Simon & Schuster, 2009.  (ISBN 978-1-84737-173-7)